# Денисеня, Алексей Иванович
Алексей Иванович Денисеня (бел. Аляксей Іванавіч Дзенісеня; 6 марта 1976) — белорусский футболист, нападающий.
Воспитанник СДЮШОР «Динамо» Минск. Бо́льшую часть карьеры провёл в белорусских клубах «Динамо-Юни» Минск (1994—1998), «Динамо» Минск (1998—1999), «Неман-Белкард» Гродно (2000—2001), «Динамо» Брест (2001—2002), «Белшина» Бобруйск (2003, 2005—2006), «Локомотив» Минск (2005), «Коммунальник» / «Жлобин» (2007), «Вертикаль» Калинковичи (2007).
В 2001 году провёл один матч в первенстве Польши за клуб «Ягеллония — Версал Подляский» Белосток, в 2004 году в составе команды первого российского дивизиона «Газовик-Газпром» Ижевск забил три гола в 22 играх, в сезонах 2007/08 — 2008/09 был в составе польского клуба четвёртой лиги «Подляшье» Бяла-Подляска.
29 сентября 2000 года в матче «Неман-Белкард» — «Нафтан-Девон» (6:2) забил пять мячей.